# Виноградов, Василий Васильевич
Василий Васильевич Виноградов (11 декабря 1876 — 16 июня 1927) — русский врач, профессор, доктор медицины.

## Биография
Родился 11 декабря 1876 года в Медыни. По окончании с отличием в 1900 году Киевского университета был избран сверхштатным ординатором при кафедре профессора Ф. Г. Яновского.
В 1909 году защитил диссертацию на тему «К вопросу о выделении воды почками», в декабре был избран приват-доцентом Киевского университета. С научной целью проходил стажировку за границей: учился у профессоров Ромберга, Гиса, Моравица, Папенгейма, Крауса, Эйхгорста. В 1913 году допущен к чтению лекций на кафедре пропедевтики внутренних болезней.
С началом Первой мировой войны, 14 декабря 1914 года, Виноградов был зачислен в резерв врачей Киевского окружного военно-медицинского управления, а 23 декабря командирован в Киевский военный госпиталь. 25 марта 1915 года был назначен младшим ординатором госпиталя и одновременно ему было поручено заведовать 12-м терапевтическим отделением госпиталя, его работа была отмечена наградами. Так, в 1915 году он был удостоен ордена Святого Станислава III степени, а в 1916 году — ордена Святой Анны III степени. В 1917 году как военный врач командирован в Кисловодск для лечения раненых.
22 апреля 1918 года Виноградов уволился с должности начальника 12-го терапевтического отделения, что было связано с предложением должности заведующего кафедрой госпитальной терапевтической клиники, на которой он работал с 1919 года и до самой смерти. В 1924 году стал заместителем главы медицинской секции ВУАН. Одним из первых начал преподавать на украинском языке, хотя по национальности был русским.
21 января 1921 года Виноградов прибыл в Белград с целью обмена знаниями с профессорами Медицинского факультета Белградского университета. Вскоре он освоил цыгано-сербский язык.
За добросовестный медицинский труд получал награды и стипендии военного ведомства, в частности за исследования проблем инфекционно-токсического шока во время боевых действий. Известна школа Виноградова по болезням крови.
С 1909 года с перерывами жил в Киеве по улице Рейтарской 18. Умер 16 июня 1927 года от сепсиса (заражения крови). Похоронен в Киеве на Лукьяновском кладбище (участок № 12, ряд 4, место 1). Надгробие в виде георгиевского креста; автор — скульптор В. Кричевский.
Лично написал 33 научные работы, а в клинике за семилетний период его руководства было подготовлено более 60 научных работ, значительное количество которых — в заграничных изданиях.

## Труды
- Из клинической картины припадков и к вопросу о распознавании грыж грудобрюшной преграды // Рус. врач. 1906. № 50;
- К вопросу о выделении воды почками. К., 1909;
- К вопросу о распознавании и лечении поддиафрагмальных гнойников // УИ. 1911. № 9;
- До патології гемофілії // УМВ. Прага, 1923. Ч. 1;
- До казуїстики ускладнень жовчево-кам’яної хвороби // Там же;
- Болезни крови и кроветворных органов // Частная патология и терапия внутр. болезней. Т. 3, вып. 2. Москва; Ленинград, 1927.